# I segreti della metropoli
I segreti della metropoli (Big Town) è una serie televisiva statunitense in 249 episodi trasmessi per la prima volta nel corso di 6 stagioni dal 1950 al 1956.
È una serie del genere drammatico/investigativo. Gli attori che interpretano i protagonisti cambiarono nel corso della serie. La serie deriva da una popolare serie radiofonica omonima trasmessa dal 1937 al 1952 che generò anche quattro film (I Cover Big Town, Big Town, Big Town After Dark, tutti del 1947 e Big Town Scandal, del 1948)  e una serie di fumetti pubblicata dal 1951 al 1958.

## Trama
Steve Wilson e Lorelei Kilbourne sono due reporter dell'Illustrated Press, il più importante quotidiano della città di Big Town. I due giornalisti devono affrontare vari casi, tra cui omicidi o fatti abietti, e molto spesso riescono anche a risolverli grazie al loro fiuto investigativo.

## Personaggi e interpreti
- Steve Wilson, interpretato da Patrick McVey (168 episodi, 1950-1954) e Mark Stevens (80 episodi, 1954-1956).
- Lorelei Kilbourne, interpretata da Jane Nigh (55 episodi, 1952-1954), Mary K. Wells (48 episodi, 1950-1951), Trudy Wroe (42 episodi, 1954-1955), Julie Stevens (27 episodi, 1951-1952).
- Diane Walker (9 episodi, 1955-1956), interpretata da Doe Avedon.
- Charlie Anderson (6 episodi, 1954-1956), interpretato da Barry Kelley.

### Altri interpreti e guest star
- 4 episodi: Lynn Stalmaster
- 3 episodi: Morris Ankrum
- 2 episodi: Dabbs Greer, Wright King, John McGovern, Ann Doran, George Wallace, John Close, Paul Birch, Ellen Corby, Lee Van Cleef, John Doucette, Paul Richards, Anne Barton, John Gallaudet, Omar Bradley, Wilton Graff, Dennis McCarthy, Roy Roberts, Bartlett Robinson, Kendall Clark, Jack Klugman, Howard Petrie, Evelyn Scott, Mason Curry, Bill Erwin, George Keymas, Barney Phillips, Kay Riehl, Russell Thorson, Robert Vaughn, Maris Wrixon,
- 1 episodio: Henry Jones, Richard Kiley, Billy Halop, Olive Carey, Harry Carey Jr., John Larch, Betty Caulfield, James Parnell, Julie Bennett, Grace Kelly, Florence Anglin, Gene Barry, Romney Brent, Matt Briggs, Donald Buka, Philip Dixon, Frank Maxwell, Nan McFarland, Hope Miller, Simon Oakland, Mary Patton, Mel Ruick, Lionel Stander, Vaughn Taylor, Porter Van Zandt, Rebecca Welles, Karen Williams, Charles Cane, George Conrad, Paul Dubov, Robert Ellis, Toni Gerry, Greta Granstedt, Arthur Lovejoy, Connie Marshall, George Nader, Howard Negley, Melinda Plowman, Florence Ravenel, Hugh Sanders, Joan Vohs, Marjorie Weaver, Edgar Dearing, Jimmie Dodd, Elisabeth Fraser, Frank Gerstle, Joe Haworth, Monica Keating, Michael Miller, Bob Sherman, Michael Vallon, Patricia Walker, Crane Whitley, Dorothy Adams, Hillary Brooke, Tina Carver, Lewis Charles, Chuck Connors, John Dehner, Bobby Driscoll, Sally Fraser, Beverly Garland, Harvey Grant, Jerry Hausner, Howard Hoffman, Mary Beth Hughes, Richard Karlan, Byron Keith, Marjorie Lord, Peggy Maley, Ralph Moody, Damian O'Flynn, Phillip Pine, Vicki Raaf, Karen Sharpe, Arthur Space, Helene Stanley, Mary Adams, Stanley Adams, Claude Akins, Malcolm Atterbury, Harry Bartell, Danny Beck, James Bell, Edward Binns, Olive Blakeney, Charlene Brooks, Paul Burke, Robert Burton, Jean Byron, Cheryl Callaway, Anthony Caruso, William Challee, Chick Chandler, Harry Clark, Joe Conley, Howard Culver, Joanne Davis, Cyril Delevanti, Joe De Santis, Val Dufour, Jean Engstrom, Paul Frees, Barry Froner, Michael Garth, Gavin Gordon, Peter Gray, Taylor Holmes, David Kasday, Robert Knapp, Wilfred Knapp, Gil Lamb, Keye Luke, Maurice Manson, Adele Mara, Owen McGiveney, David McMahon, Emile Meyer, Mort Mills, Sal Mineo, James P. Mitchell, Francis Morris, Jeanette Nolan, Vic Perrin, Paul Picerni, Edward Platt, Lillian Powell, Tom Powers, Alan Reed, Addison Richards, Earle Ross, Fay Spain, Randy Stuart, Ludwig Stössel, William Vaughn, Billy Wayne, Peggy Webber, Mary Webster, Gretchen Wyler, Helen Andrews, Tod Andrews, Harry Antrim, Art Balinger, Jeanne Bates, Cynthia Baxter, Rodney Bell, Joan Blair, Whitney Blake, Marion Brash, Sheila Bromley, Richard Carlyle.

## Produzione
La serie fu prodotta da Mark Stevens per la Gross-Krasne Productions (1950-1954) e la MS Productions (1954-1956). Fu girata a New York.

### Registi
Tra i registi sono accreditati:
- Mark Stevens in 39 episodi (1955-1956)
- Charles F. Haas in 7 episodi (1952-1953)
- Busby Berkeley in 4 episodi (1954-1955)
- David Lowell Rich in 3 episodi (1950)
- George Waggner in 3 episodi (1954-1955)
- William Asher in 2 episodi (1952)
- John Rich in un episodio (1951)
- Ewald André Dupont in un episodio (1953)
- Duke Goldstone in un episodio (1953)
- Peter Godfrey in un episodio (1954)
- Gunther von Fritsch

### Sceneggiatori
- Tra gli sceneggiatori sono accreditati:[3]
- William Asher in un episodio (1952)
- Lee Backman in un episodio (1953)
- George Callahan in un episodio (1953)
- David T. Chantler in 11 episodi (1952-1953)
- Dennis J. Cooper in un episodio (1953)
- Jack DeWitt in 13 episodi (1952)
- Ewald André Dupont in 23 episodi (1952-1953)
- Fenton Earnshaw in 4 episodi (1952-1953)
- Merwin Gerard in un episodio (1956)
- Buck Houghton in un episodio (1953)
- Lawrence Kimble in 38 episodi (1952-1953)

## Distribuzione
La serie fu trasmessa negli Stati Uniti dal 5 ottobre 1950 al 31 luglio 1956 sulle reti televisive CBS (1950-1954) e NBC (1954-1956) con il titolo Big Town. Fu po ritrasmessa in replica in syndication con i titoli Heart of The City, By-line Steve Wilson, Headline, City Assignment e Crime Reporter. In Italia fu trasmessa negli anni cinquanta con il titolo I segreti della metropoli.

## Episodi
| Stagione         | Episodi | Prima TV USA | Prima TV Italia |
| ---------------- | ------- | ------------ | --------------- |
| Prima stagione   | 48      | 1950-1951    |                 |
| Seconda stagione | 41      | 1951-1952    |                 |
| Terza stagione   | 40      | 1952-1953    |                 |
| Quarta stagione  | 39      | 1953-1954    |                 |
| Quinta stagione  | 42      | 1954-1955    |                 |
| Sesta stagione   | 39      | 1955-1956    |                 |